# Tipula nigrosignata
Tipula nigrosignata är en tvåvingeart som beskrevs av Alexander 1924. Tipula nigrosignata ingår i släktet Tipula och familjen storharkrankar. Inga underarter finns listade i Catalogue of Life.